# Peter Keller (Fußballspieler)
Peter Keller (* 22. Juni 1961) ist ein deutscher Fußballtrainer und ehemaliger Fußballspieler.

## Sportlicher Werdegang

### Ligafußball
Peter Keller begann seine sportliche Laufbahn bei der BSG Lokomotive Zwickau und wechselte 1976 mit 15 Jahren zum DDR-Oberligisten Sachsenring Zwickau. 1979 wurde er in den Oberligakader der Westsachsen aufgenommen. Bereits in der Spielzeit 1979/80 gehörte der 19-jährige Erstligadebütant spätestens ab der Rückrunde zum Stammpersonal des Pokalsiegers von 1975. Seinen Einstand in der Oberliga gab der Defensivakteur am 8. Spieltag bei der 0:5-Auswärtsniederlage gegen den BFC Dynamo. In seinen 18 Partien der Premierensaison stand er stets in der Startelf und wurde nie vorzeitig ausgewechselt.
Bis zum Abstieg der Sachsenring-Elf im Sommer 1986 wurde der 1,80 Meter große und 74 Kilogramm schwere Keller im Abwehrbereich aufgeboten und erreichte in fünf Spielzeiten im Oberhaus 114 Oberligaeinsätze und erzielte in ihnen zehn Tore. 1983/84 und 1984/85 war er mit dem Team aus dem Georgi-Dimitroff-Stadion in der zweitklassigen Liga aktiv. Gelang der BSG Sachsenring in der letztmals ausgetragenen Aufstiegsrunde nach dem Staffelsieg die direkte Rückkehr in die Oberliga 1984 noch nicht, konnte die Elf um Peter Keller 1985 die Wiederzulassung zur höchsten Spielklasse im Fußball des Arbeiter- und Bauernstaates erkämpfen.
Nach dem zweiten von am Ende des Jahrzehntes dann schlussendlich drei Abstiegen der Zwickauer in den 1980ern schloss sich Keller, der inzwischen auch eine Ausbildung zum Facharbeiter für Fertigungsmittel abgeschlossen hatte, mit Beginn der Saison 1986/87 dem FC Karl-Marx-Stadt an. Bereits in seinem ersten Jahr in Karl-Marx-Stadt kam er 22 Mal in der Oberliga zum Einsatz, nun allerdings als Mittelfeldspieler. Mit den „Himmelblauen“ erreichte Keller 1989 das Endspiel um den DDR-Fußballpokal gegen den BFC Dynamo, das die Sachsen allerdings mit 0:1 verloren. 1990 konnte er mit der Vizemeisterschaft die beste Platzierung seiner Laufbahn erreichen und sich mit den Himmelblauen nach Platz 3 im Vorjahr zum zweiten Mal in Folge für den Europapokal qualifizieren. Zwischen September 1989 und Herbst 1990 bestritt Keller auf internationaler Ebene acht Einsätze für den FCK/CFC. Im UEFA-Cup spielte der Allrounder gegen Boavista Porto, den FC Sion und Juventus Turin (1989/90) und Borussia Dortmund (1990/91).
Mit dem 5. Platz in der letzten DDR-Oberliga-Saison qualifizierte sich der inzwischen in Chemnitzer FC umbenannte Club direkt für die 2. Bundesliga. Keller konnte sein Oberliga-Punktspielkonto durch weitere 89 Einsätze auf insgesamt 203 Spiele erhöhen, in denen er zwölf Treffer erzielte. In der 2. Bundesliga absolvierte Keller bis 1994 82 Punktspiele.
Anschließend holte Trainer Gerd Schädlich Peter Keller nach Zwickau zurück, wo er für den BSG-Sachsenring-Nachfolger FSV Zwickau weitere 79 Zweitligaspiele (Gesamtzahl: 161 mit fünf Toren) bestritt. Nach der Saison 1999/2000, Zwickau war zwei Jahre zuvor in die drittklassige Regionalliga abgestiegen, ließ er seine aktive Laufbahn bei einem Freundschaftsspiel gegen Borussia Mönchengladbach ausklingen.

### Auswahleinsätze
Neben einem Einsatz in der U-21-Auswahl der DDR lief Peter Keller zwischen 1986 und 1987 achtmal für die Olympiaauswahl auf – ohne dabei von Trainer Harro Miller in den Qualifikationsspielen für das olympische Fußballturnier in Seoul aufgestellt zu werden. Einen Treffer erzielte er in beiden Auswahlmannschaften nicht.

## Weiterer Werdegang
Anschließend arbeitete Keller als Fußballtrainer, zunächst in der Bezirksklasse beim SV Motor Zwickau Süd und beim Kreisligisten VfB Lengenfeld im Vogtland, ehe er im Juli 2006 zum FSV Zwickau zurückkehrte und dort das Training der 2. Mannschaft übernahm. Als die Oberligamannschaft der Zwickauer im September 2007 nach vier Niederlagen in Folge auf dem letzten Platz standen, wurde Peter Keller anstelle des entlassenen Heinz Dietzsch zum Trainer der 1. Mannschaft berufen. Am 6. April 2009 wurde der Vertrag zwischen Keller und dem FSV in „beiderseitigem Einverständnis“ beendet.